# La Rue Mosnier aux drapeaux
La Rue Mosnier aux drapeaux est un tableau réalisé par l'artiste peintre Édouard Manet en 1878.  
Cette vue de Paris a été entreprise à l'occasion de l'Exposition universelle de la même année, lorsque les rues de la capitale ont été décorées de nombreux drapeaux français à l'occasion de la fête nationale républicaine du 30 juin 1878,. 
Manet avait son atelier dans le quartier de la rue Mosnier (actuelle rue de Berne).
Contrairement à La Rue Montorgueil de Claude Monet, réalisée le même jour sur le même sujet, la rue pavoisée, sur une autre voie parisienne, la toile de Manet frappe par son aspect austère et presque aride, dénotant une vision assez noire du Paris estival, où se traîne « la silhouette furtive d'un mutilé de guerre ».